# كارلوس مينديز فاريلا
كارلوس مينديز فاريلا (بالفرنسية: Carlos Mendes Varela)‏ هو لاعب دوري الرغبي فرنسي، ولد في 28 ديسمبر 1984 في فرنسا.

## وصلات خارجية
- كارلوس مينديز فاريلا على موقع ItsRugby.co.uk (الإنجليزية)